# هاياتو كوروساكي
هاياتو كوروساكي (باليابانية: 黒﨑 隼人) (مواليد 5 سبتمبر 1996) هو لاعب كرة قدم ياباني.

## وصلات خارجية
- هاياتو كوروساكي على موقع رابطة كرة القدم اليابانية للمحترفين (اليابانية)
- هاياتو كوروساكي على موقع قاعدة بيانات كرة القدم.إي يو (الإنجليزية)
- هاياتو كوروساكي على موقع Soccerway.com (الإنجليزية)
- هاياتو كوروساكي على موقع عالم كرة القدم.نت (الإنجليزية)